# Dặm Scandinavia
Dặm Scandinavia (tiếng Na Uy và tiếng Thụy Điển: mil, [miːl], đọc như "meal") là một đơn vị độ dài phổ biến ở Na Uy và Thụy Điển, nhưng không phổ biến ở Đan Mạch. Ngày nay, nó được chuẩn hóa là 1 dặm bằng 10 km (≈6,2 mi), nhưng nó có các giá trị khác nhau trong quá khứ.
Từ này có nguồn gốc từ cùng một dặm La Mã với dặm Anh. Ở Thụy Điển và Na Uy, dặm quốc tế thường được phân biệt là "dặm Anh" (engelsk mil), Mặc dù trong tình huống mà sự nhầm lẫn có thể xảy ra đó là phổ biến hơn đối với người Scandinavi để mô tả khoảng cách về mặt đơn vị SI km chính thức.

## Lịch sử
Ở Na Uy và Thụy Điển, "land mile" cũ hay "long mile" bằng 36.000 feet: do các định nghĩa khác nhau về feet được sử dụng, ở Na Uy, con số này là 11.295 m và ở Thụy Điển là 10.688 m. Ngoài ra còn có một "skogsmil" ("forest mil") dài bằng một nửa mil bình thường, tức là hơn 5 km và bằng một đơn vị đo lường thậm chí cũ hơn, "rast" ("rest", "pause"), được đặt tên vì nó được coi là khoảng cách mà một người đàn ông thường có thể đi bộ giữa các phần còn lại.
Khi hệ mét được giới thiệu ở Na Uy và Thụy Điển vào năm 1889 (luật thực tế đã được thông qua vào năm 1875), mil được xác định lại là chính xác 10 km.
Năm 1887, hệ mét được giới thiệu đến Phần Lan. Peninkulma truyền thống của Phần Lan, được gọi là mil trong tiếng Thụy Điển (được định nghĩa cùng độ dài), sau đó được xác định lại là chính xác 10 km. Tuy nhiên, ở Phần Lan, nó đã được sử dụng ít hơn nhiều so với ở Thụy Điển.

## Sử dụng
Mil hiện không bao giờ được sử dụng trên các biển báo giao thông và kilomet là tiêu chuẩn cho hầu hết các khoảng cách bằng văn bản. Tuy nhiên, nó rất phổ biến trong bài phát biểu thông tục liên quan đến khoảng cách lớn hơn 10 km. Tuy nhiên, mil không mất hết giá trị sử dụng chính thống của nó. Các khoản khấu trừ thuế khác nhau, ví dụ như khoảng cách di chuyển cho mục đích kinh doanh, được Cơ quan Thuế Thụy Điển (Skatteverket) đo bằng mil. Nó cũng được sử dụng trong đơn vị phổ biến nhất để đo mức tiêu thụ nhiên liệu của xe - "lít mỗi mil".